# Bosanskohercegovačka kuhinja
Bosanskohercegovačka kuhinja (ili bosanska kuhinja) slična je jelima turske, grčke i drugih mediteranskih kuhinja. Zbog dugotrajne Austro-Ugarske uprave, u njoj se osjete i utjecaji Srednje Europe. 
Bosanskohercegovačka kuhinja koristi mnogo začina, obično u malim količinama. Većina jela su blaga, kuhana s malo vode. Umaci su gotovo u potpunosti prirodni. Tipični sastojci jela Bosanskohercegovačka kuhinje su: rajčica, krumpir, crveni luk, češnjak, paprika, krastavci, mrkva, kupus, gljive, špinat, tikvice i grah. Od začina najčešće se koristi mljevena paprika, papar, peršin, lovorov list i celer. Kao dodatak jelima u bosanskohercegovačkoj kuhinji često se koriste mlijeko, kajmak i vrhnje. Slatkim jelima dodaju se cimet i klinčić. Jela od mesa su od piletine, govedine ili janjetine. Za bosanskohercegovačku kuhinju specifično je pripremanje jela ispod sača, odnosno peke, pri čemu se pripremljene namirnice, poklopljene metalnim zvonom, spremaju u žaru. 
Hercegovina je pogodan za uzgajanje vinove loze i proizvodnju vina, dok se u Bosni rakija dobiva od šljiva i jabuka. Kava se pije iz fildžana, uz obavezan rahatlokum.

## Slana jela
- Ćevapi — Jelo od mesa koje se peče na roštilju, a radi se od goveđeg, jagnjećeg ili pilećeg mesa. Služi se s lukom u somunu (lepinja).
- Begova čorba — Gusta juha koja se radi od mesa i povrća.
- Juha od bamije — Juha od povrća bamije.
- Punjene paprike — Paprike punjene mljevenim (faširanim) mesom.
- Sogan-dolma — Luk punjen mljevenim mesom.
- Burek i druge pite — Pecivo punjeno mljevenim mesom, koje se tradicionalno umotava. Isto jelo punjeno sirom naziva se sirnica, sa zeljem ili zeljem i sirom zeljanica, a s krumpirom krumpiruša. Sva se ova jela u BIH nazivaju pitama (burek je samo s mesom).
- Sarma — Meso i riža umotani u listove (najčešće) kupusa.
- Japrak — Listovi vinove loze u koje se umotavaju meso i riža.
- Grah — Tradicionalno jelo, grah s mesom.
- Bosanski lonac — Gusta juha s mesom koje se kuha na otvorenom plamenu, izvorno u zemljanom bosanskom loncu i/ili saču.
- Musaka — Jelo koje se radi od slojeva krumpira, mljevenog mesa i začina.
- Kljukuša — Tijesto u koje se ponekad dodaje krumpir; peče se u štednjaku i poslužuje preliveno kajmakom i/ili kiselim mlijekom.
- Palenta— Jelo od kukuruznog brašna, uglavnom zaliveno zasoljenim mlijekom i prekriveno vrhnjem i/ili kajmakom, a ponekad i svinjskom mašću (uljem).
- Pršut — Sušena šunka.

## Sirevi
- Travnički — Bijeli sir koji sliči na fetu; iz travničkog kraja.
- Vlašićki — Sir sličan travničkom, porijeklom iz sela s planine Vlašić.
- Livanjski sir — Suhi žuti sir iz Livna.
- Mladi sir — Svježi nesoljeni, uglavnom kravlji sir.
- Stari sir — Svježi usoljeni, uglavnom ovčji sir.
- Kajmak
- Sir iz mijeha — Od ovčjega mlijeka nastane suh sir u mijehu; sliči na parmezan.

## Slatka jela
- Tufahije — Kuhane jabuke ukrašene punjenjem i šlag-pjenom.
- Baklava — Tanke jufke prekrivene orasima ili pistacijama (izvorno tursko jelo), natopljene šećernim sirupom ili medom, poredane jedna na drugu.
- Ružica — Slično baklavi, ali se peče u malim rolicama s grožđicama.
- Jabukovača — Kolač od lisnatog tijesta punjenog izrendanim, skuhanim i zaslađenim jabukama.
- Urmašice — Tijesto u obliku urme natopljeno slatkim sirupom.
- Rahat lokum — Želatinizirana slatka poslastica, obično se tradicionalno poslužuje uz bosansku kavu.
- Sutlijaš — Desert od riže.
- Tulumbe — Duboko prženo tijesto zaslađeno slatkim sirupom.
- Kadaif — Tijesto izvučeno u tanke valjke odnosno niti i zaslađeno slatkim sirupom (agda).
- Halva — Desert od tijesta, često se ukrašava orasima i šećerom u prahu ili kristalnim šećerom; često se poslužuje za vrijeme muslimanskog mjeseca ramazana.
- Palačinke — Desert od tijesta u koje se umotava krem-namaz, marmelada i sl.
- Kompot — Slatki napitak od kuhanog voća, uglavnom šljiva, krušaka, jabuka itd.

## Alkoholna pića
Vina se proizvode uglavnom u Hercegovini, u području Mostara, Čitluka, Ljubuškog, Stoca, Domanovića i Međugorja.
Rakija se dobiva iz šljiva, jabuka, krušaka ili grožđa, s postotkom alkohola od 45 % ili više.

## Galerija
- Sarajevski rahat lokum
- Baklava
- Tradicionalna kuhinja
- Alkoholna pića iz BIH
- Kava
- Mesna plata
- Janjetina s ražnja
- Burek